# بخش بالسام، شهرستان ایتاسکا، مینه سوتا
بخش بالسام (به انگلیسی: Balsam Township) یک منطقهٔ مسکونی در ایالات متحده آمریکا است که در شهرستان ایتاسکا، مینه‌سوتا واقع شده‌است.
 بخش بالسام ۲۱۵٫۸ کیلومتر مربع مساحت و ۵۵۰ نفر جمعیت دارد و ۴۱۳ متر بالاتر از سطح دریا واقع شده‌است.